# Francisco Valadas
Francisco Valadas   (2 de gener de 1906 - segle XX) va ser un genet portuguès, especialista en doma clàssica, que va disputar dues edicions dels Jocs Olímpics d'Estiu.
El 1948 va prendre part als Jocs Olímpics d'Estiu de Londres, on va disputar dues proves del programa d'hípica. Amb el cavall Feitico va guanyar la medalla de bronze en la prova de doma per equips, mentre en la de doma individual fou desè. Quatre anys més tard, als Jocs de Hèlsinki, disputà dues proves del programa d'hípica. Novament amb el cavall Feitico fou vuitè en la prova de doma per equips i vint-i-unè en la de doma individual.